# Йосиф Болгаринович
Йо́сиф (Іо́сиф) I Болгарино́вич († 1501) — митрополит Київський, Галицький та всієї Руси, смоленський єпископ.

## Біографія
Йосиф походив із давньої боярської родини, яка, згідно традиції, прибула з Болгарії, правдоподібно за часів митрополита Григорія Цамблака. Свояк литовсько-руського канцлера Сапіги. Належав до тієї гілки роду, який вживав прізвисько Скандерберг. Був пов'язаний з родинами князів Друцьких, Ходкевичами. Його брат Роман був секретарем Казимира Ягеллончика. Маєток родини розташовано на теренах Слуцько-Копильського князівства.
Вступив до ордену василіянів, де отримав ім'я Йосиф (в хрещенні — Іоан). Княгиня Анна — вдова старченого князя Олександра Олельковича, віленського воєводи, від імені малолітнього сина Семена подала Йосифа на ігуменство монастиря Св. Трійці в Слуцьку, вперше згаданий ним у 1487. В 1488 році як архімандрит того монастиря брав участь в соборі, який обрав Київським митрополитом Йону Глезну; як одноголосно обраний делегат собору і посол Казимира Ягеллончика поїхав до Царгороду, де отримав затвердження патріарха Ніфонта для нього. В 1493 році став місцеблюстителем смоленського єпископа, на початку 1494 став смоленським єпископом.
Перші згадки про Болгариновича датовані 1492 роком, коли митрополит Йосиф у сані архімандрита Слуцького Троїцького монастиря ходив у Константинополь як посол від митрополита Іони I (Глезни), щоб прохати для останнього патріаршого благословення.
1494 року хіротонізований у єпископа Смоленського. У цей час він виявив зацікавленість в унії, чим прихилив до себе короля польського, великого князя Олександра Казимировича. Ймовірно, під впливом короля, 30 травня 1498 року собор обрав його, визначеного великим князем Олександром, місцеблюстителем (електом)-митрополитом Київським, Литовським, всієї Русі. 20 березня 1499 року великий князь Олександр затвердив на прохання митрополита Йосифа права, записані в т. зв. «Звої Ярослава», які до поділів Речі Посполитої були основою діяльності Руської Церкви. Так були скасовані більшість поправок Казимира Ягеллончика. Акт патріарха Йоахіма для Йосифа привіз Авраміус, найправдоподібніше, автор хроніки, відомої як «Літопис Аврамки». 10 травня 1500 року після благословення Константинопольського патріарха поставлений митрополитом Київським, Галицьким та всієї Руси зі збереженням за ним Смоленської єпархії.
Звертався до патріарха Константинопольського Ніфонта з запитом щодо Флорентійського Собору. На що патріарх йому відповів: «заховуй, брате, Флорентійську унію в обряді своїх батьків». Під впливом короля Олександра преосвященний Йосиф схиляв у католицтво й королеву Олену Іванівну, доньку великого московського князя Івана III. Мав стосунки із папою Римським Олександром VI, якому писав послання й виявляв готовність прийняти унію.
На прохання преосвященного Йосифа, король Олександр 20 березня 1499 року підтвердив недоторканність церковного майна й незаперечність церковного суду. Був останнім з митрополитів, які підтримували Флорентійську унію.
Як більшість владик та знаті руської, зокрема, секретар короля Івашко Сопіга, був прихильником Унії з Римом. Маючи намір приєднатись з Київською митрополією до Флорентійської унії, хотів зостатись у зв'язку з патріархом Царгорода. 20 серпня 1500 року вислав до Папи Олександра VI з листом-визнанням Флорентійського собору та визнанням символу віри Нікейського собору. Лист віз до Риму Івашко Сопіга разом з листами великого князя та віленського латинського біскупа В. Табора, який його підтримував. Через кілька місяців послом В. К. Олександра був висланий до Риму Еразм Цьолек. Папа підтримував Йосифа І, але труднощі з'явилися через позицію групи краківських теологів (зокрема, Сакран). Події перервала смерть Йосифа І.
Митрополит Йосиф перед смертю важко хворів і помер 1501 року.